# Eschkol-Nationalpark

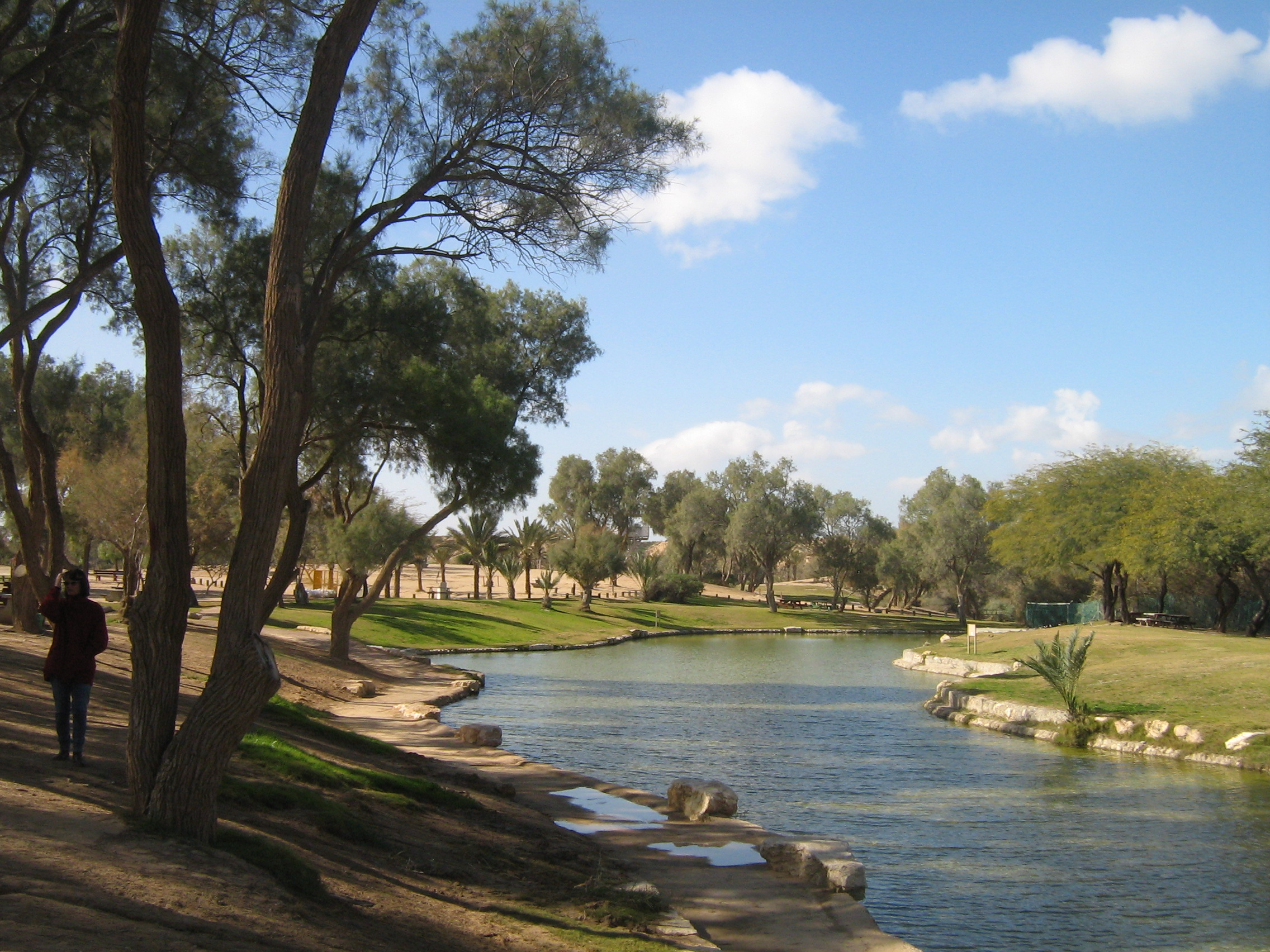
Uferlandschaft im Eschkol-Nationalpark

Der Eschkol-Nationalpark (hebräisch גַּן לְאֻמִּי אֶשְׁכּוֹל Gan Ləʾummī Eschkōl, deutsch ‚Nationaler Garten Eschkōl‘), auch HaBsor-Nationalpark (hebräisch גַּן לְאֻמִּי הַבְּשׂוֹר Gan Ləʾummī ha-Bsōr, deutsch ‚Nationaler Garten des Bsor‘), ist ein Nationalpark in Israel. Er liegt im Bereich der nördlichen Negevwüste und wurde 1966 auf einer Fläche von etwa 3000 Dunam eingerichtet; 1986 wurde das Nationalparkgelände um 61 Dunam erweitert. Die Initiative zur Gründung des Eschkol-Nationalparks ging von Josef (Joe) Jechezqel aus, einem Mitglied des Kibbutz Urim.
Der Park umfasst etwa 3,5 km². Benannt ist er nach dem früheren Ministerpräsidenten Levi Eschkol.

## Geographie
Der Park erstreckt sich an den Ufern des Nachal haBsor, ein rund 80 km langes Wadi, das bei Ramat Avdat, nahe Sdeh Boker beginnt. Seine wichtigsten Zuflüsse, Nahal Be’er Scheva und Nachal Grar, entwässern die Lahav-Hügel und das Hochland von Hebron, südlicher Teil des Judäischen Berglandes. Jährlich fließen durch den Nachal HaBsor rund 20 bis 30 Millionen Kubikmeter Wasser ins Mittelmeer.
In der Vergangenheit war das HaBsor-Wadi ein breites Flussbett. Seine meterdicke Kieselschicht, die sich jedes Jahr bei winterlichen Regenfällen ergänzt, ist ein wichtiger Grundwasserleiter. Über den Kieseln bildete sich später ein Lössboden, der für die Landschaft des nördlichen Negev charakteristisch ist.

## Flora und Fauna
Im Park wachsen über 2000 Dattelpalmen, außerdem Ölbäume, Pistacia atlantica, Pistacia lentiscus, Kreuzdorn, Tamarisken und Akazien. Nach der Regenzeit ist der Boden mit Blumen bedeckt, insbesondere mit Anemonen.
Im Nationalpark finden sich viele nachtaktive Tiere, wie Dachs, Rohrkatze und Herpestes. Besucher nehmen eher die Vogelwelt wahr, darunter Blauracke, Bienenfresser, Sakerfalke, Kaiseradler. Zu den Standvögeln gehören Spießflughuhn, Rennvogel und Kragentrappe.

## Archäologische Stätten
Seit prähistorischer Zeit haben Menschen an den Ufern des Wadi HaBsor gesiedelt, z. B. in der Stadt Scharuhen, die in altägyptischen Quellen genannt wird. Das Wadi HaBsor ist nach einem in der Bibel erwähnten Wasserlauf benannt, dem „Bach Besor“ (1 Sam 30,9). Dieser dürfte aber eher mit dem Wadi Grar identisch sein. Nadav Na’aman identifiziert das Wadi HaBsor mit dem „Bach Ägyptens“ der Bronze- und Eisenzeit, zahlreiche wichtige Städte zeigen die Bedeutung dieses Gebiets: Tell Adschul, Tell Dschemme, Tell Fara, Tell Abu Hurere, Tell esch-Scheria, Be’er Scheva, Tell Milḥ.